# الأسرة المصرية التاسعة عشر
الأسر الثامنة عشر والتاسعة عشر والعشرون من حكام مصر الفرعونية كثيراً ما يجمعون تحت مسمى الدولة الحديثة. الأسرة التاسعة عشر أسسها الوزير رمسيس الأول الذي اختاره فرعونه حورمحب كخليفة له على العرش. اشتهرت تلك الأسرة بالانتصارات العسكرية في بلاد الشام. الأسرة التاسعة عشرة هي من الأسر الفرعونية والتي خلفت تراثاً رائعاً في العمارة وفي الأدب وفي المعارك الحربية. لقد استطاع ملوك هذه الأسرة استعادة هيبة الدولة المصرية وإرجاع ممتلكاتها في آسيا والتي فقدتها أثناء فترة حكم الملك أمنحتب الرابع (إخناتون) الذي انشغل بدعوته إلى الإله الواحد (أتون) عن شئون الحكم والسياسة وحماية ممتلكات مصر في الخارج. كان أول ملوك هذه الأسرة رجل يسمى رعمسيس تولى العديد من المناصب القيادية والوزارية في عصر الملك (حور-محب) آخر ملوك الأسرة الثامنة عشرة، ولأنه لم يكن لهذا الملك نسلاً من الرجال يضمن للبلد بعد وفاته الأمن والاستقرار اختار وزريه رعمسيس ليكون خلفاً له على عرش مصر لأن أسرته تتميز بالنسل الوفير من الرجال. ولقد صدق توقع حور محب وامتد حكم أسرة هذا الرجل الذي أصبح أول ملوك الأسرة التاسعة عشرة لعقدين من الزمان دون مشاكل وقلاقل.

## ملوك الأسرة التاسعة عشر
- رمسيس الأول
- سيتي الأول
- رمسيس الثاني (رمسيس العظيم أو الكبير)
- مرنپتاح
- أمن‌مسه
- سيتي الثاني
- سيپتاح
- توسرت